# Щавель вузьколистий
Щавель вузьколистий (Rumex stenophyllus) — вид рослин з родини гречкових (Polygonaceae), поширений у Євразії.

## Опис
Багаторічна рослина 30–150 см заввишки. Стебло пряме, майже не борознисте. Листки з клиноподібною основою, ланцетно-лінійні, на краю волосисті. Суцвіття у верхній частині безлисте. Внутрішні листочки оцвітини трикутно-серцеподібні, на краю із зубцями. Коріння вертикальне, велике, до 1 см в діаметрі. Стебла зазвичай гіллясті вгорі, голі. Прикореневі листки коротко черешкові, ланцетні або вузько ланцетні, 10–18 × 1.5–4 см; стеблові листки коротко черешкові або майже сидячі, вузько ланцетні, дрібні. Суцвіття волотисте, вузьке. Квітки двостатеві, щільні. Сім'янки бурі, блискучі, еліпсоїдні, 2.5–3 мм, різко трикутні, основа вузька, верхівка гостра. 2n = 20, 22, 60.

## Поширення
Поширений у середній, південно-східній і східній Європі, півдні азійської Росії, середній Азії, північному Китаї, Монголії, Кореї; інтродукований у Бельгії, північній Європі, США.
В Україні вид зростає на солончаковим лукам, тальвегах балок, у степових подах — у Степу, рідше на півдні Лісостепу.